# Peter Hinwood
 (janvier 2011).
Si vous disposez d'ouvrages ou d'articles de référence ou si vous connaissez des sites web de qualité traitant du thème abordé ici, merci de compléter l'article en donnant les références utiles à sa vérifiabilité et en les liant à la section « Notes et références ».
Peter Hinwood, né le 17 mai 1946, est un ancien photographe et mannequin professionnel ayant poursuivi une courte carrière d'acteur. Il est surtout connu pour son rôle de Rocky Horror, créature musclée et chantante, du film culte The Rocky Horror Picture Show sorti en 1975.

## Biographie
Son rôle de la créature créée par le Dr Frank-N-Furter a été le plus significatif dans sa carrière cinématographique. Peter Hinwood avait déjà joué le dieu grec Hermès dans la série L'Odyssée à la fin des années 60. Il avait également déjà joué dans un film d'horreur intitulé Tam Lin de Roddy McDowall dans le rôle de Guy. Après Rocky Horror, il tint un petit rôle dans Sebastiane de Paul Humfress et Derek Jarman.
Peter Hinwood et Trevor White ont été interviewés par Scott Michaels en 2002 pour son livre Rocky Horror: From Concept to Cult.
Sa voix chantée a été doublée par le chanteur australien Trevor White.
Il est aujourd'hui antiquaire à Londres et habite une bonne partie de l'année à Tanger.
Peter Hinwood a confié au magazine People en 2000 qu'il avait décidé de mettre un terme à sa carrière pour trois raisons :

« Un, je ne sais pas jouer. Deux, je suis embarrassé chaque fois que je me vois dans un film. Trois, j'ai un goût pour une vie calme, paisible." (One, I can't act. Two, I cringe with embarrassment every time I see myself on film. Three, I relish a quiet, peaceful life.) »

— Peter Hinwood
Peter Hinwood a révélé n'avoir retrouvé le caleçon doré de The Rocky Horror Picture qu'en 1994 et l'avoir vendu aux enchères pour près de 1 000 dollars. Le caleçon fait désormais partie de la collection du Hard Rock memorabilia et est exposé dans le restaurant de Myrtle Beach en Caroline du Sud.